# Fiebre en la sangre
Fiebre en la sangre  (Spencer’s Mountain) es una película estadounidense de 1963 escrita, dirigida y producida por Delmer Daves y basada en la novela homónima de Earl Hamner Jr.. La novela y la película fueron las bases de la popular serie americana The Waltons, hecha en 1972. Fiebre en la sangre fue la segunda película que reunió a Henry Fonda y Maureen O'Hara, quienes ya habían coincidido anteriormente en El sargento inmortal en 1943.

## Argumento
La película está ambientada en 1960 y narra la historia de los Spencer, una familia con nueve hijos que vive en la montaña Grand Teton de Wyoming. Pese a los problemas económicos que padece, el matrimonio formado por Clay (Henry Fonda) y Olivia (Maureen O'Hara) lucha por sacar adelante a su familia. Clay Spencer es un hombre sin estudios que ha trabajado toda su vida en la cantera junto a sus hermanos, por lo que su deseo es que sus hijos consigan lo que él no pudo: tener estudios superiores. Es trabajador y muy querido por sus vecinos, ya que siempre está dispuesto a ayudarlos en lo que pueda. Su sueño es construir una casa para su esposa en la montaña de Spencer, pero cuando su hijo mayor, Clayboy (James MacArthur), se gradúa como el mejor de su escuela secundaria y obtiene una beca para ir a la universidad, se verá obligado a sacrificarlo todo para obtener el dinero que necesita su hijo para continuar sus estudios fuera de la montaña.

## Reparto
•	Henry Fonda como Clay Spencer
•	Maureen O'Hara como Olivia Spencer
•	James MacArthur como Clayboy Spencer
•	Donald Crisp como el abuelo Spencer
•	Wally Cox como el predicador Goodman
•	Mimsy Farmer como Claris Coleman
•	Virginia Gregg como la señorita Parker. 
•	Lillian Bronson como la abuela Spencer.
•	Whit Bissell como el doctor Campbell.
•	Hayden Rorke como el coronel Coleman.
•	Kathy Benneth como Minnie-Cora Cook.
•	Dub Taylor como Percy Cook.
•	Ken Mayer como el señor John.
•	Susan Young como Shirley Spencer.
•	Gary Young como Matt Spencer.
•	Veronica Cartwright como Becky Spencer.
•	Kym Karath como Pattie-Cake Spencer.
•	Mike Henry como uno de los hermanos Spencer.
•	Victor French como uno de los hermanos Spencer.

### Cameo
La hija de Maureen O’Hara, Bronwyn FitzSimons, hace un cameo como la secretaria del decano.